# Campo Academia

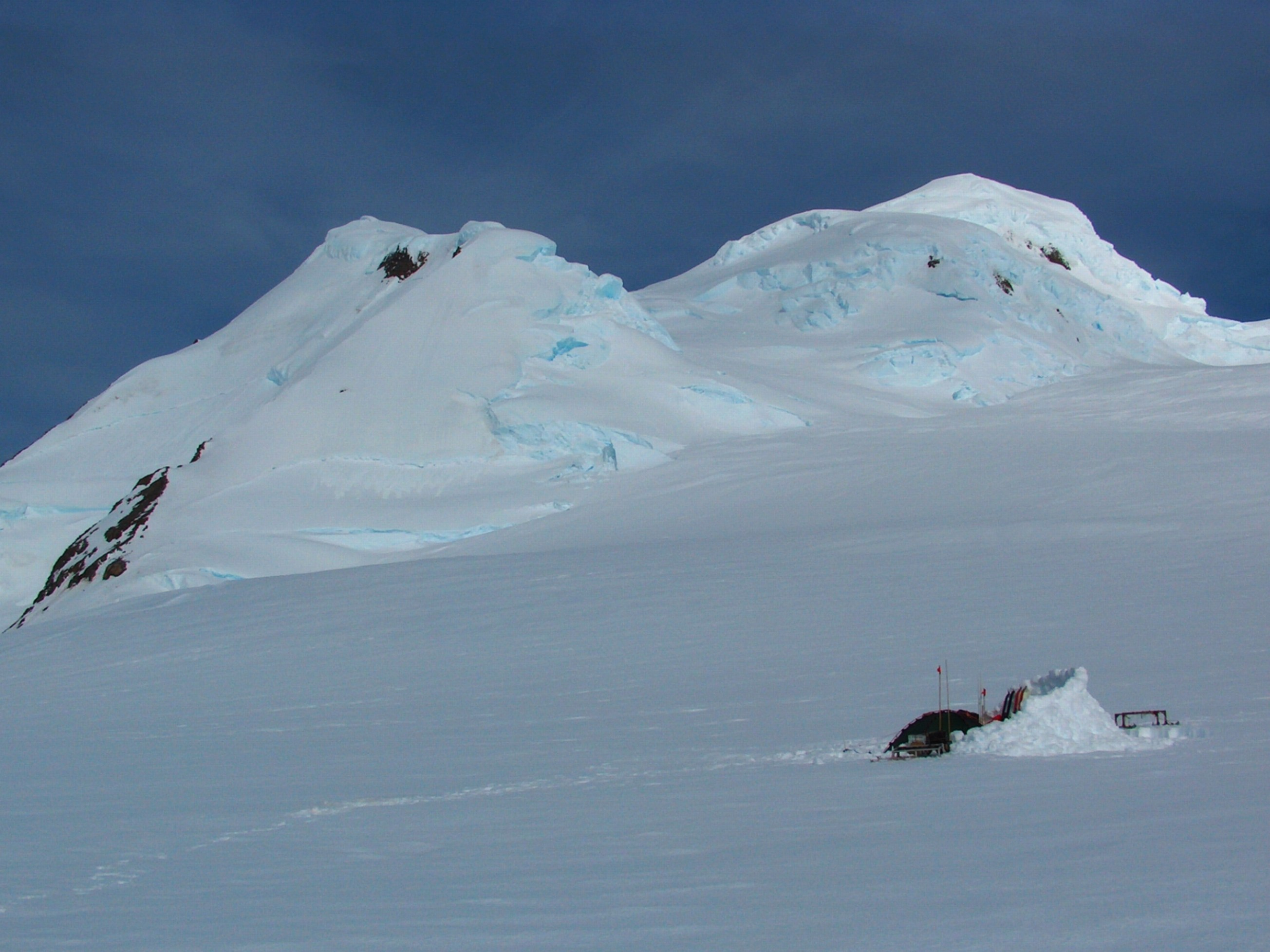
Campo Academia com o Pico Zograf e o Pico Lyaskovets

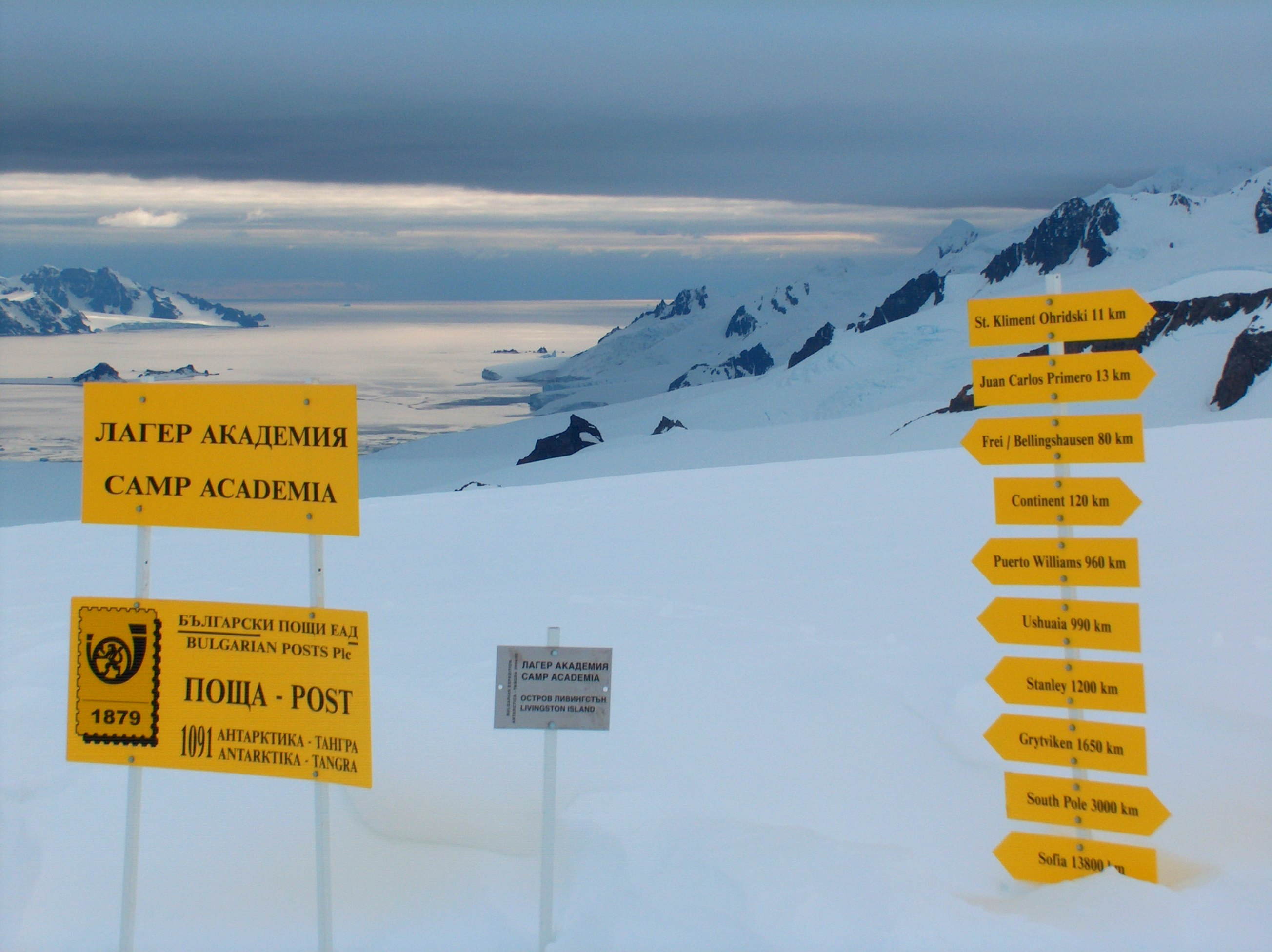
Escritório do correio Tangra 1091

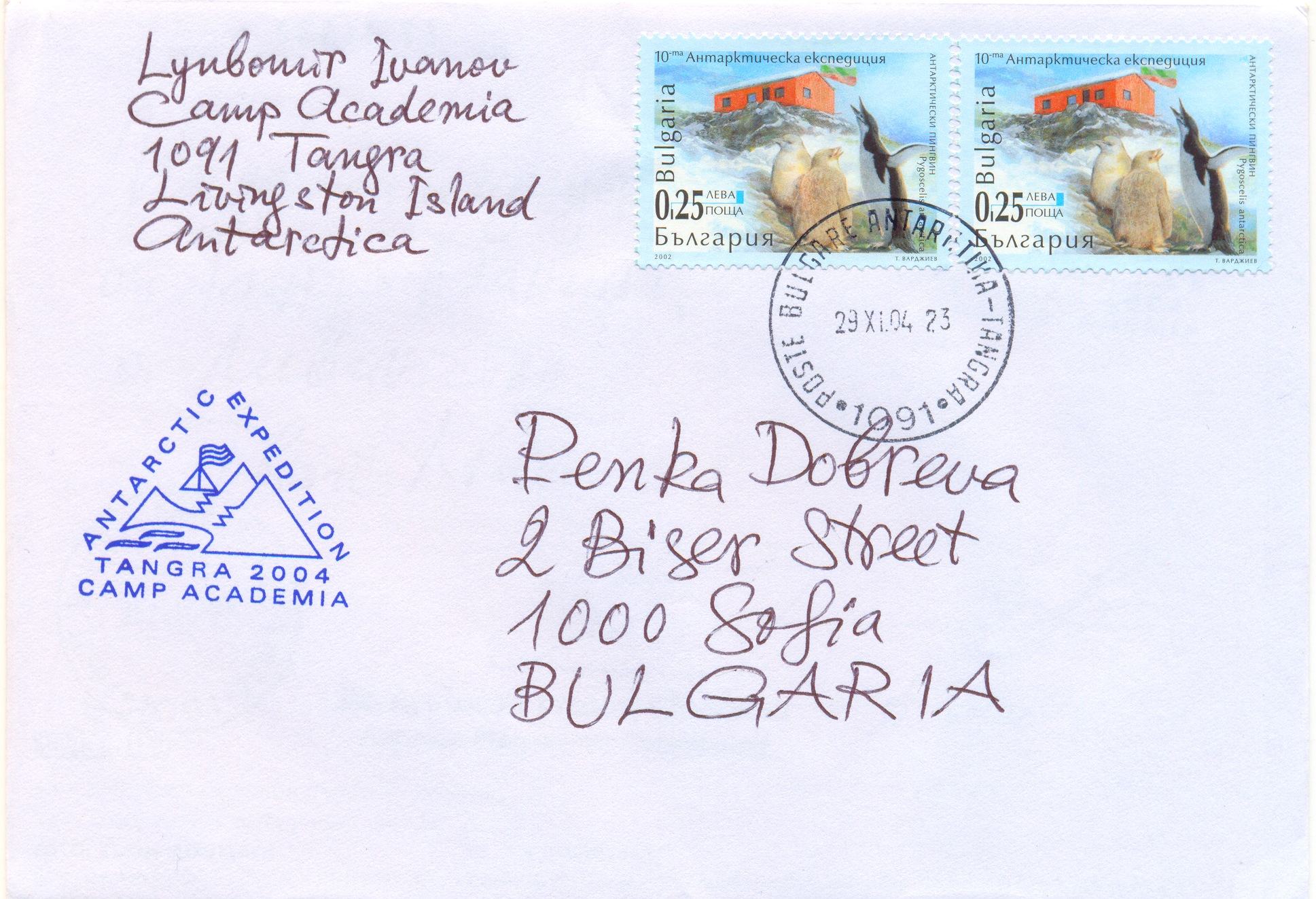
Uma carta de Livingston

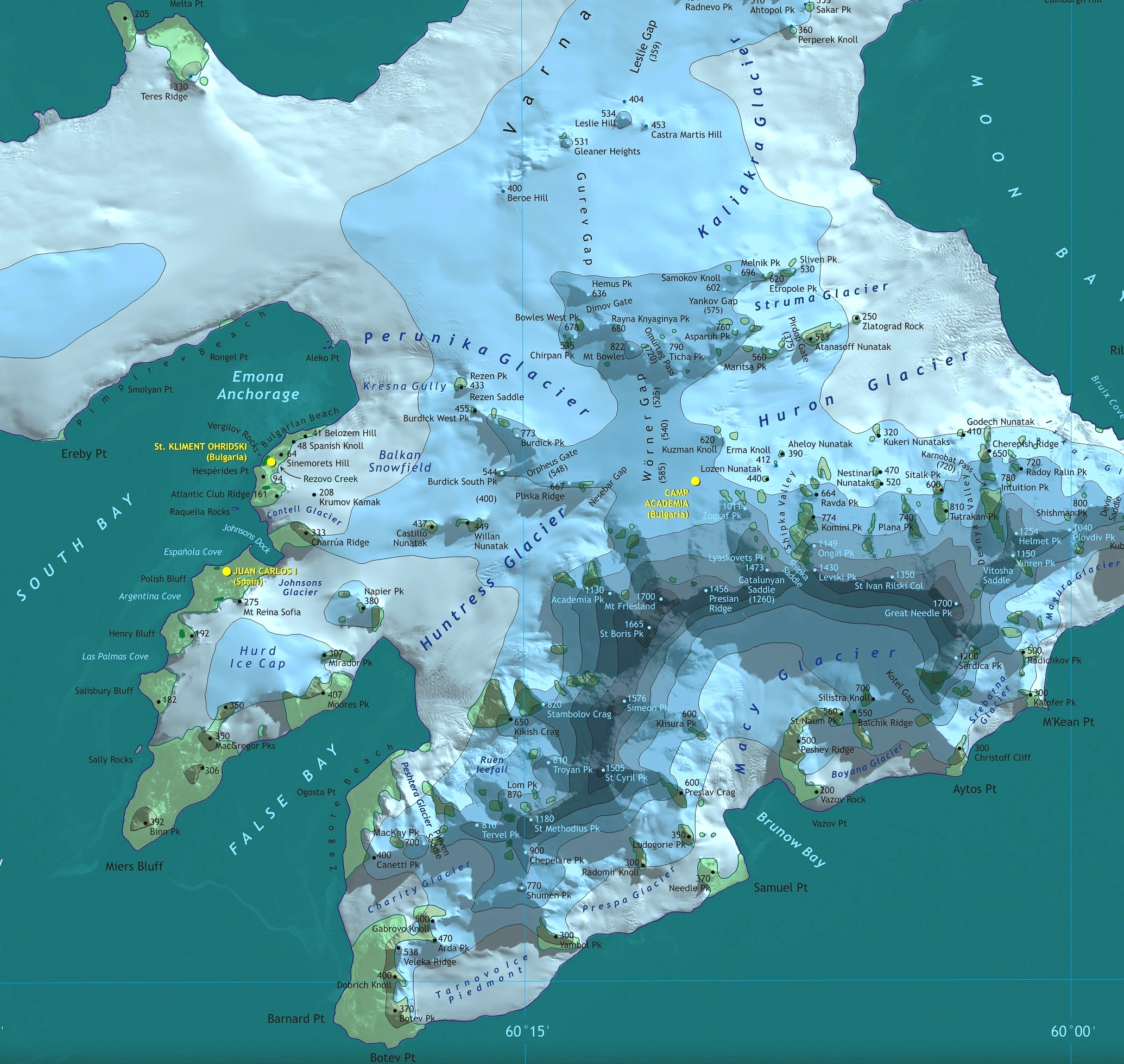
A região central da Ilha Livingston com Campo Academia, São Clemente de Ohrid, e Juan Carlos I

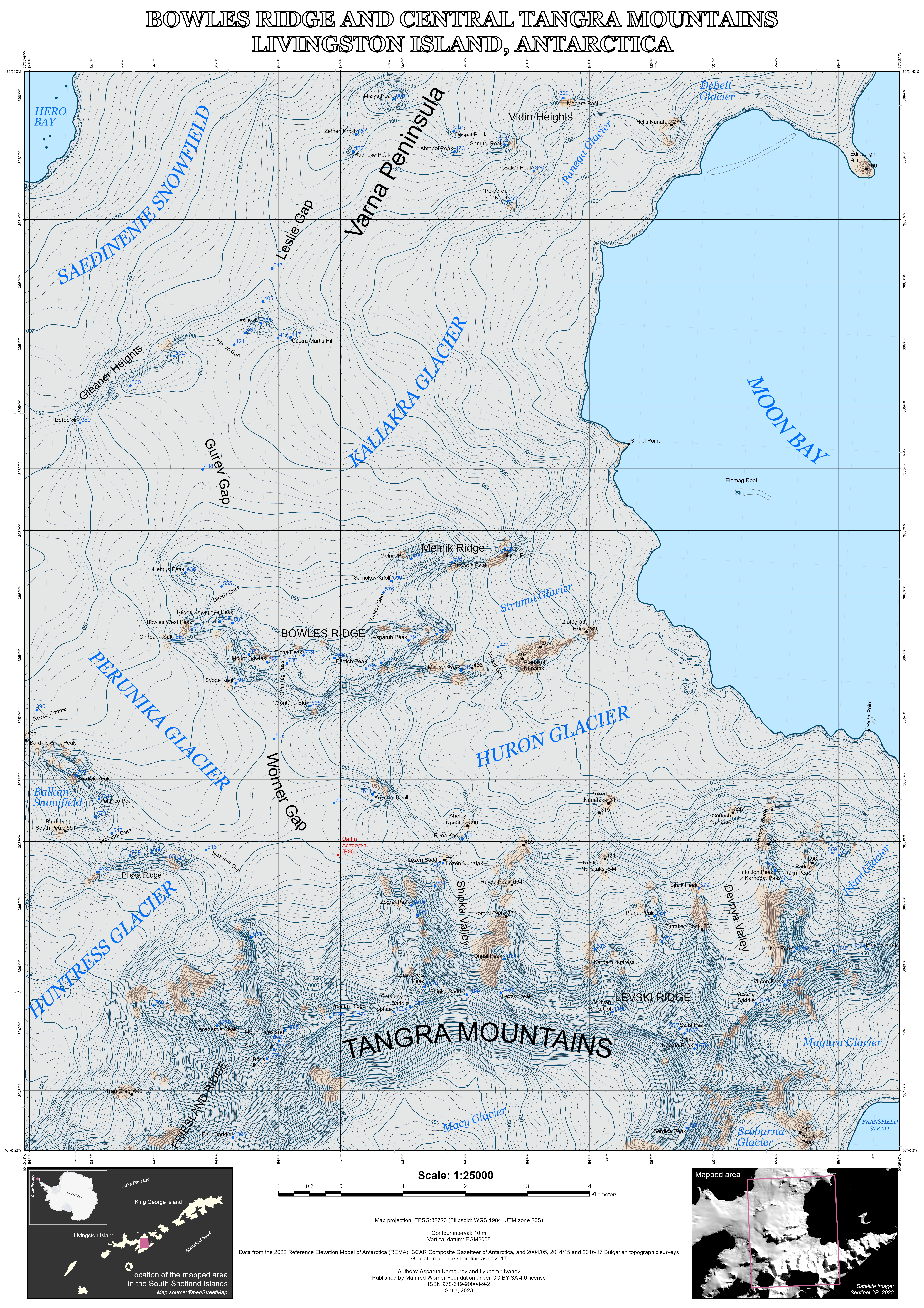
Topographic map of eastern Livingston Island featuring Camp Academia

O Campo Academia (em búlgaro:  Лагер Академия, Láger Académiya)  (62°38'41,9"S, 60°10'18,3"O) é uma localidade na Ilha Livingston oriental, nas Ilhas Shetland do Sul, Antárctica, assim denominada em homenagem à Academia Búlgara de Ciências e sua contribuição para a exploração da Antárctica. Desde 2004 ali se localiza o escritório estival de correio Tangra 1091, a divisão mais austral dos Correios Búlgaros.

## Acessos
O lugar é situado estrategicamente na parte elevada da geleira Huron, na área do Wörner Gap ao pé norte do Pico Zograf, nas Montanhas Tangra centrais, numa elevação de 541 m. 
O Campo Academia conecta-se com a base búlgara São Clemente de Ohrid através de uma rota terrestre de 11 km, e com a base antárctica espanhola Juan Carlos I por uma rota de 12 km.
O Campo Academia oferece acesso cómodo à cordilheira principal das Montanhas Tangra ao sul, à cordilheira de Bowles, aos altos do Vidin, à geleira Kaliakra e ao campo de neve de Saedinenie ao norte; à geleira Huron ao leste; e às geleiras (glaciares) Perunika e Huntress ao oeste. 

## Expedição Tangra 2004/2005
O lugar foi ocupado pela primeira vez pela expedição topográfica búlgara Tangra 2004/2005, desde 3 de dezembro de 2004 até 2 de janeiro de 2005. As informações geográficas foram obtidas tanto a bordo dos navios Vanguardia e Akademik Vavilov como em terra, explorando zonas remotas na Ilha Livingston e a Ilha Greenwich, e 150 objectos geográficos foram postos no mapa pela primeira vez, e um mapa topográfico novo das duas ilhas foi publicado em 2005. 

## Mapas
- (em inglês) L.L. Ivanov, N. Glavinchev, R. Tosheva and S. Naydenov, Antártica: Ilha Livingston e Ilha Greenwich, Ilhas Shetland do Sul (De Estreito Inglês a Estreito Morton, com ilustrações e distribuição da geleira)  Mapa topográfico de escala 1:100000, Comissão Búlgara para os Topônimos Antárticos, Sofia, 2005
- (em inglês) L.L. Ivanov. Antarctica: Livingston Island and Greenwich, Robert, Snow and Smith Islands. Scale 1:120000 topographic map.  Troyan: Manfred Wörner Foundation, 2009.  ISBN 978-954-92032-6-4
- (em inglês) A. Kamburov and L. Ivanov. Bowles Ridge and Central Tangra Mountains: Livingston Island, Antarctica. Scale 1:25000 map. Sofia: Manfred Wörner Foundation, 2023. ISBN 978-619-90008-6-1